# Dušan Šarotar
Dušan Šarotar (Muraszombat, 1968. április 16. –) szlovén író, költő, publicista és forgatókönyvíró.

## Élete és munkássága
Muraszombati tanulmányai befejeztével szociológiát és filozófiát hallgatott a Ljubljanai Egyetemen. Ljubljanában él és alkot.
Napjainkban a Študentski založnik és a AirBeletrina folyóirat szerkesztője. Irodalmi estek szervezője, és az RTV Slovenijával együttműködve hat dokumentumfilm rendezője. Versei és prózái több nyelvre is le lettek fordítva, pl. magyarra, lengyelre, csehre, oroszra, angolra és olaszra. Számos külföldi könyvbemutatón, felolvasóesten vett részt. Budapesten 2012 novemberében mutatták be a Biliárd a Dobray szállóban c. regényét, melyet Maja Weiss filmesített meg.
Kritikái és esszéi a Mladina, Separati, Apokalipsa, Dialogi, Razgledi, Ampak és a Sodobnosti folyóiratokban jelennek meg.
2012-ben önálló fényképkiállítást rendezett, mely az EPK Maribor program része volt.

## Legjelentősebb művei

### Próza
- Potapljanje na dah (1999)
- Mrtvi kot (2000)
- Nočitev z zajtrkom (2003)
- Biljard v Dobrayu (2007) (magyar fordítás: Biliárd a Dobray szállóban. ford.: Gállos Orsolya, 2012)
- Nostalgija (2010)
- Ostani z mano, duša. Ostani z menov, düša moja (szlovén köznyelvben és muravidéki nyelven van írva)
- Ne morje ne zemlja (2012)

### Költészet
- Občutek za veter Feri Lainščekkel közösen írva (2004)
- Krajina v molu (2006)
- Hiša mojega sina (2008)

## Magyarul
- Biliárd a Dobray szállóban. Regény; ford. Gállos Orsolya; Pro Pannonia, Pécs, 2012 (Pannónia könyvek)